# Říjen 2011
3. října – pondělí
- Laureáty Nobelovy ceny za fyziologii nebo lékařství se stali Bruce A. Beutler a Jules A. Hoffmann za objevy týkající se aktivace vrozené imunity a Ralph M. Steinman za objev dendritických buněk a jejich roli v získané imunitě.[1]
- Na observatoři Chajnantor na severu Chile v poušti Atacama byl uveden do provozu největší a nejsložitější vesmírný teleskop na světě. Teleskop ALMA (Atacama large milllimetre/submillimetre array) bude do roku 2013 mít 66 dvanáctimetrových antén a měl by sloužit ke sledování procesů, jež se udály jen pár set miliónů let po vzniku vesmíru a v době, kdy začaly zářit první hvězdy.[2]

4. října – úterý
- Prezident České republiky Václav Klaus odvolal na návrh premiéra Nečase ministra zemědělství Ivana Fuksu.[3]
- Laureáty Nobelovy ceny za fyziku se stali Saul Perlmutter, Brian Schmidt a Adam Riess za objev zrychleného rozpínání Vesmíru pomocí pozorování vzdálených supernov.[4]
- Předseda výboru pro kontrolu zpravodajských služeb v americké Sněmovně reprezentantů Mike Rogers obvinil Čínu, že rozsáhlým způsobem provádí hospodářskou počítačovou špionáž.[5][nedostupný zdroj]

5. října – středa
- Zemřel Steve Jobs, spoluzakladatel a dlouholetý ředitel společnosti Apple.[6]
- Laureátem Nobelovy ceny za chemii se stal Daniel Šechtman za objev kvazikrystalů.[7]
- Před pražským hlavním (Wilsonovým) nádražím byla slavnostně odhalena socha amerického prezidenta Woodrowa Wilsona.[8]
- Rusko a Čína vetovaly rezoluci Rady bezpečnosti OSN navrženou evropskými státy, která odsuzuje násilí v Sýrii a hrozí tamnímu režimu sankcemi v případě, že neukončí krvavé potlačování opozičních protestů. Hlasování se zdržela Indie, Brazílie, Libanon a Jihoafrická republika.[9]
- Předseda výboru pro kontrolu zpravodajských služeb v americké Sněmovně reprezentantů obvinil Čínu, že rozsáhlým způsobem provádí hospodářskou počítačovou špionáž ve velkém množství amerických firem.[10]

6. října – čtvrtek
- Stránky italské verze internetové encyklopedie Wikipedie jsou kromě jediné již druhý den nefunkční. Její komunita tímto krokem protestuje proti vládou plánované úpravě mediálního zákona, který je snahou omezit svobodu slova a vyjadřování. Na jediné stránce italské Wikipedie je výzva ke stažení návrhu.[11]
- Z kazašského kosmodromu Bajkonur úspěšně odstartovala ruská raketa Zenit 3SLB s americkou telekomunikační družicí Intelsat 18. Ta by, po navedení na oběžnou dráhu, měla zajišťovat telekomunikační provoz ve východní Asii, v Tichomoří a na západním pobřeží Spojených států.[12]
- Ruské ministerstvo zahraničí odsoudilo plán Spojených států na stálé rozmístění čtyř torpédoborců s bojovým raketovým systémem Aegis u španělského pobřeží.[13]

7. října – pátek
- Laureátkami Nobelovy ceny za mír se staly liberijská prezidentka Ellen Johnsonová-Sirleafová, aktivistka za ukončení občanské války v Libérii a posílení pozice žen Leymah Gboweeová a jemenská aktivistka za boj za práva žen Tawakkul Karmanová.[14]
- Necyklopedie byla vyřazena ze soutěže Křišťálová Lupa.[15]
- Mezinárodní ratingová agentura Fitch snížila rating Španělska z hodnoty AA+ na AA- s negativním výhledem a rating Itálie z AA+ na A+ s negativním výhledem.[16]

9. října – neděle
- 121. ročník Velké pardubické vyhrál potřetí za sebou desetiletý hnědák Tiumen s žokejem Josefem Váňou, pro kterého to je osmé vítězství na Pardubické v kariéře.[17]
- Mistrem světa Formule 1 pro rok 2011 se stal Němec Sebastian Vettel s vozem Red Bull.[18]

10. října – pondělí
- Vítězem 17. ročníku soutěže Czech Press Photo se stal Stanislav Krupař z časopisu Reflex se snímkem z nepokojů na Šluknovsku.[19]
- Laureáty Nobelovy cena za ekonomii se stali američtí ekonomové Christopher A. Sims a Thomas J. Sargent.[20]

11. října – úterý
- Vláda Ivety Radičové prohrála hlasování o důvěře, se kterým spojila schvalování pomoci zadluženému Řecku.[21]
- Bývalá premiérka Ukrajiny Julija Tymošenková byla odsouzena k sedmiletému trestu vězení za překročení pravomocí při podpisu smlouvy o dodávkách ruského plynu.[22]

13. října – čtvrtek
- Slovenský parlament schválil příspěvek do záchranného fondu eurozóny (EFSF) na pomoc zadluženým zemím ve výši 7,7 miliardy eur (190 miliard Kč). Poslanci již předtím odhlasovali vládní návrh ústavního zákona o zkrácení volebního období, který umožní konání předčasných voleb. Opoziční sociální demokraté za to vládě slíbili podporu schválení eurofondu.[23]

15. října – sobota
- Po celém světě vypukly v rámci projektu „Jednotně za změnu světa“, inspirovaného hnutím Occupy Wall Street, demonstrace, na kterých lidé protestují proti vládním škrtům a údajně nemravnému chování velkých finančních korporací. Demonstrace byly naplánovány v 951 městech, mezi nimiž nechyběla ani Praha.[24]
- Návrh na zdvojnásobení jmění Mezinárodního měnového fondu tak, aby mohl účinně pomoci zadluženému Řecku, na zasedání ministrů financí zemí G20 byl zamítnut. Šlo návrh Brazílie, Ruska, Indie, Číny a Jihoafrické republiky. Neprošel hlavně kvůli odporu Spojených států a Kanady.[25]

18. října – úterý
- Po více než pěti letech věznění Hamásem byl propuštěn izraelský voják Gilad Šalit. Podmínkou výměny je propuštění celkem 1027 palestinských vězňů.[26]
- Začaly přípravy na stavbu kosmického centra Vostočnyj. To má nahradit kazašský kosmodrom Bajkonur, který Rusko dosud používá.[27]

20. říjen – čtvrtek
- Zemřel libyjský vůdce Muammar Kaddáfí. Podlehl střelným zraněním při zatýkání.[28]

21. říjen – pátek
- Slovinský prezident Danilo Türk minutu po půlnoci rozpustil Státní shromáždění Republiky Slovinsko a vyhlásil předčasné volby.[29]
- Evropská kosmická agentura vypustila do vesmíru první dvě družice navigačního systému Galileo, jehož centrum bude v Praze. Satelity na oběžnou dráhu vynesla ruská raketa Sojuz z kosmodromu Kourou ve Francouzské Guyaně.[30]
- Americký prezident Barack Obama oznámil, že všichni američtí vojáci budou z Iráku staženi do konce letošního roku. Tím má válka v této zemi skončit.[31]

22. října – sobota
- O víkendu spadne na Zemi německý satelit ROSAT.[32]

23. října – neděle
- Italský motocyklový závodník Marco Simoncelli podlehl zraněním, která utrpěl při havárii ve Velké ceně MotoGP na okruhu v malajsijském Sepangu.[33]
- Sedmé mistrovství světa v ragby, které se konalo na Novém Zélandu, vyhrál domácí tým přezdívaný All Blacks.[34]
- Východní Turecko zasáhlo zemětřesení o síle 7,3 stupně Richterovy škály.[35]
- Dočasná národní přechodná rada prohlásila Libyi za osvobozenou.[36]

24. října – pondělí
- Zemřel herec a režisér Oleg Reif.[37]
- Skotská národní strana zahájila svou kampaň, která má získat Skotsku nezávislost na Velké Británii. Referendum o nezávislosti se má konat do roku 2016.[38]
- Ruský prezident Dmitrij Medveděv podepsal nařízení, které zpřísňuje pravidla pro získání ruského občanství. Nově bude potřeba k získání ruského občanství trvalý pobyt na území Ruska.[39]
- Syn svrženého libyjského vůdce Sajf Islám Kaddáfí vzkázal, že je na území Libye a má v plánu pomstít smrt svého otce.[40]

26. října – středa
- Ve věku 46 let zemřel v Brně bývalý fotbalový reprezentant Roman Kukleta.[41]

27. října – čtvrtek
- Armáda České republiky ukončila misi v Kosovu.[42][nedostupný zdroj]
- Rada bezpečnosti OSN zrušila bezletovou zónu nad Libyí. Tato rezoluce vstoupí v platnost 31. října 2011. Skončí tak i vojenská operace Severoatlantické aliance v zemi.[43]

28. října – pátek
- Ve věku 72 let zemřel spisovatel a diplomat Jiří Gruša.[44]
- Parlamentní volby v Tunisku vyhrála Strana obnovy. Získala 41,7 procenta hlasů a 90 z celkových 217 poslaneckých křesel. Na druhém místě skončil Kongres pro republiku s 13,8 procenta a 30 křesly, zatímco třetí je s 9,7 procenta hlasů a 21 křesly Demokratické fórum pro práci a svobodu.[45]
- Ruské námořnictvo úspěšně vyzkoušelo mezikontinentální balistickou raketu Bulava. Tu odpálilo z paluby jaderné ponorky Jurij Dolgorukij.[46]

29. října – sobota
- V USA pokračují demonstrace proti sociální nerovnosti. Policie v několika městech již zadržela 60 demonstrantů.[47]
- Michael Higgins vyhrál se ziskem 56,8 procenta hlasů prezidentské volby v Irsku.[48]

30. října – neděle
- Ve věku 87 let zemřel kreslíř, karikaturista, ilustrátor a humorista Jiří Winter Neprakta.[49]
- Petra Kvitová se stala novou vítězkou Turnaje mistryň, když ve finále porazila Bělorusku Viktorii Azarenkovou.[50]
- Severovýchod Spojených států zasáhla nečekaná sněhová bouře, která si vyžádala nejméně pět obětí. 3,2 milionu lidí zůstalo bez elektřiny.[51]
- Čínská policie v rozsáhlém zátahu proti internetovému prodeji drog zadržela 12 125 lidí a zajistila více než 300 kilogramů nelegálních návykových látek.[52]
- Ruská vesmírná agentura Roskosmos úspěšně vyslala k Mezinárodní vesmírné stanici zásobovací loď Progress. Jedná se o první start Progressu od havárie, k níž došlo na konci srpna.[53]

31. října – pondělí
- Podle OSN dosáhl počet lidí na světě 7 miliard.[54]
- Ministerstvo zemědělství České republiky přišlo s návrhem na výstavbu 65 nových vodních nádrží, které by zasahovaly na území více než dvou stovek obcí. Celková plocha nových vodních nádrží by měla činit asi dvojnásobek plochy vodní nádrže Lipno.[55]
- Generální ředitel společnosti FTV Prima Marek Singer oznámil, že stanice Prima TV 1. ledna 2012 ukončí své vysílání. Nahradit by ji měla stanice Prima family.[56]